# Halsey Motor Vehicle Company
Halsey Motor Vehicle Company war ein US-amerikanischer Hersteller von Kraftfahrzeugen. Eine Quelle gibt an, dass das Unternehmen anfangs als Halsey Motor Company und erst ab 1905 als Halsey Motor Vehicle Company firmierte.

## Unternehmensgeschichte
James T. Halsey war ein Ingenieur aus New York City. Er gründete 1901 das Unternehmen in Philadelphia in Pennsylvania. Er fertigte bis 1907 Fahrzeuge, die er als Halsey vertrieb.

## Fahrzeuge
Im Angebot standen Dampfwagen. Die meisten waren Lastkraftwagen und Omnibusse. Daneben entstanden ein paar große Tourenwagen.